# 代用卵

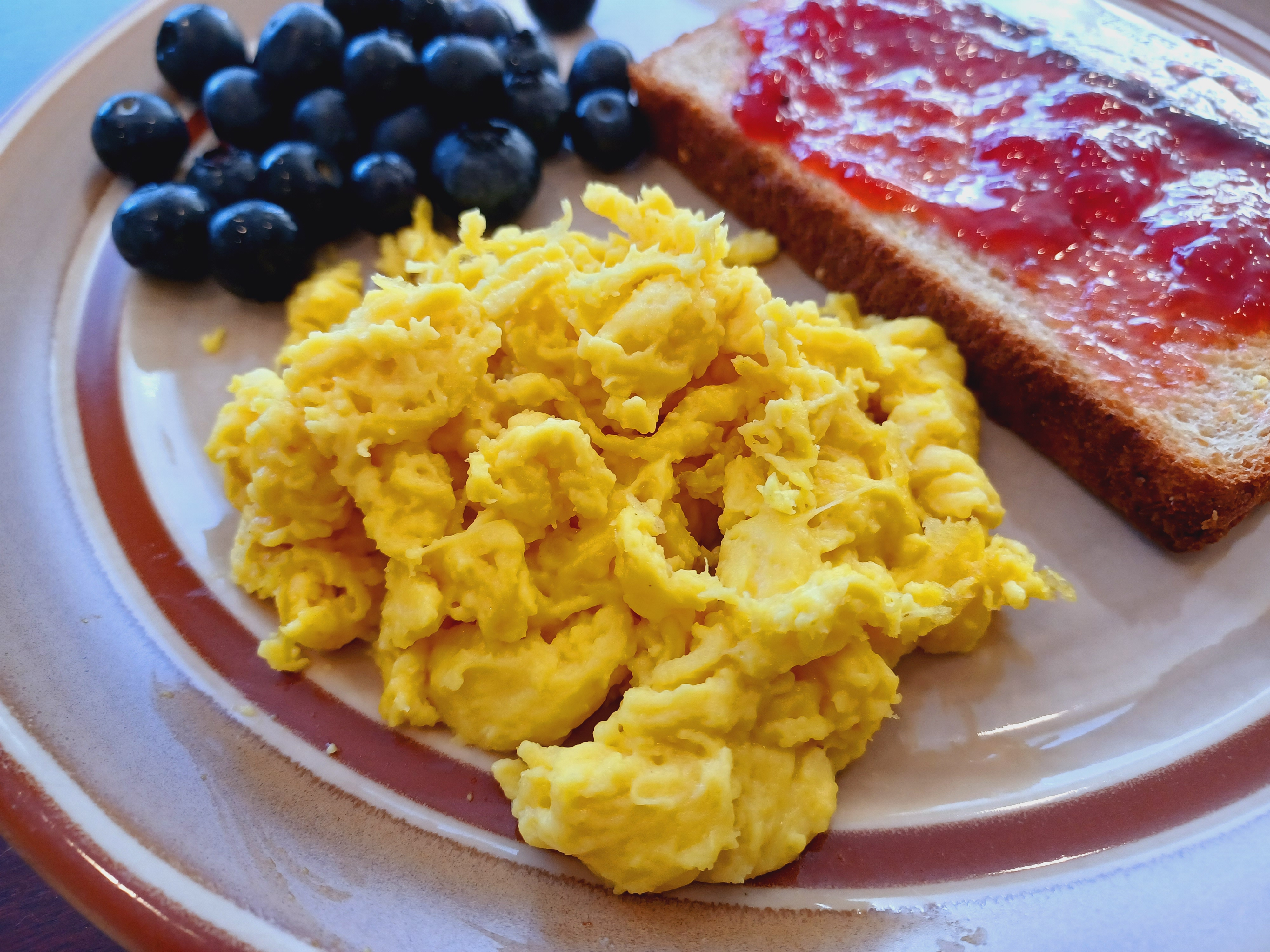
Just Eggブランドの卵代替品

代用卵（だいようたまご、英: egg substitutes）とは、鶏卵の代用品である。また、代替卵ともいう。
植物や魚などを使って卵に似せた卵液状態やオムレツの状態などにした食品である。植物由来の素材を使ったものは、植物性卵とも呼ばれる。一般的な流通形態としては紙パックなどの容器に溶き卵のような状態で封入されて販売されている。（欧米では殻を除いた鶏卵が紙パックに入れられ売られているが、日本では業務用に限られる。）
元々は卵が高価な食品だった時代に安い代用食品として誕生したものだったが、卵に対してアレルギーを持つ人間やベジタリアンなどに需要がある。
近年では畜産業の及ぼす環境負荷や動物福祉と言う側面から代替卵に注目が集まっている。「卵代替食材市場 調査レポート2020-2026」によると、世界の卵代替原料の市場規模は、2020年の13億3960万ドルから 2026 年までに17億6450万ドルに達すると予測されている。米国では、2019年から2020年にかけて、代替卵市場は約2.7倍に成長した。ビル・ゲイツも代替卵のスタートアップを支援する。
日本国内でも2021年6月、大手マヨネーズメーカーのキユーピーが、「健康志向の高まりと地球環境への配慮の観点」から国内初の代替卵商品を発表した。また、農林水産省は、2023年に植物性代替卵企業に9億1千万円を助成した。

## 主な用途
- 卵に対してアレルギーを持つ人が食べる[1]。
- 糖尿病や肥満などの理由でカロリーを控えた食事をする必要のある人が食べる[1]。
- ベジタリアンなどの思想的、宗教的理由により卵を食べることが出来ない人が食べる[1]。
- ウイルス感染症などの要因で食用卵の供給の滞りにより価格が高騰した際の代用供給[1]。
- 健康志向の料理素材用。完全な代用品ではなく、本来の卵と合成とする場合もある。
- 環境や動物福祉への配慮という持続可能な社会への試み[1][9]。

## 原料
- 豆乳ベース[4]
- こんにゃく[5]
- ニンジンや白インゲン豆[11]
- 緑豆[12]
- スケソウダラ[3]

カロリーとコレステロールを控える意味で卵の白身のみに脱脂粉乳と黄色色素を加えた物と、完全な植物性の原料としてトウモロコシ澱粉とジャガイモ澱粉などにゼラチンやアルギン酸ナトリウムを添加した製品がある。

## 代替卵拡大の背景
畜産由来の卵に比べて、植物性代替卵は、水の使用量98％減、土地の使用量83％減、二酸化炭素排出93％減と言われる。このような環境負荷という観点から、穀物メジャーカーギルやネスレ、ケロッグなど、従来の卵に変わる代替卵を導入するグローバル企業は、近年増加している。
代替卵拡大の別の背景には動物福祉がある。近年の代替卵拡大の先駆者と言われるEat Just（イート・ジャスト）社も、代替卵に取り組む理由の一つに動物福祉を挙げる。同社が代替卵に使用する緑豆タンパク質は2021年、欧州食品安全機関の新規食品要件において安全だと認められた。また、代替卵の販売先としてコンパスグループやセブンイレブンなどの大口顧客を持ち、養鶏大手のドイツの家禽大手PHW Groupや、グローバルフードサービスであるソデクソとも代替卵販売のパートナーシップを結んでいる。

## 假鸡蛋
1990年代半ば以降の中国では、假鸡蛋と呼ばれる偽卵が登場し、2005年に中国全土に広まった。炭酸カルシウム、パラフィン、ゼラチン、アルギン酸ナトリウム、色素などを合成して作られた偽卵が市場に出回り問題視された。製造コストは本物の卵の十分の一程度だが、この中国の偽卵を食べ続けると記憶障害や認知症になる危険性が指摘されている。ただし、假鸡蛋とされるものは、毒性物質のゴシポールが混入して性質が変化したもの、他国の報道が玩具を誤解したものである可能性も指摘されている。